# قطعنامه ۹۰ شورای امنیت
قطعنامه ۹۰ شورای امنیت سازمان ملل متحد که در تاریخ ۳۱ ژانویه ۱۹۵۱ تصویب شد، سندی بین‌المللی دربارهٔ شکایت تجاوز به جمهوری کره است. این قطعنامه طی نشست ۵۳۱ام با ۱۱ موافق، ۰ مخالف و ۰ ممتنع تصویب شد.